# Radio Shack TRS-80
Radio Shack  TRS-80  è una famiglia di home computer prodotta dall'azienda texana Tandy Corporation e venduta attraverso la catena di negozi Radio Shack a partire dall'agosto del 1977 fino ai primi anni '80.
Il primo modello, denominato Model I, ottenne un buon successo negli Stati Uniti nonostante la mancanza dei colori e della presenza sul mercato di due rivali come il Commodore PET e l'Apple II grazie al rapporto qualità-prezzo: con un costo di 599 dollari veniva incluso, insieme al computer vero e proprio, un monitor in bianco e nero (o verde e nero), una tastiera QWERTY e una versione del linguaggio BASIC.

## Il Model I

### Hardware
I primi modelli (chiamati Model I) avevano al loro interno un processore Zilog Z80 a 1,77 MHz, e 4 kB di RAM; quelli seguenti usavano uno Z80A a 2,03 MHz ed erano dotati di 16 kB di RAM. Dal design piuttosto curato, integrava la scheda madre nella tastiera (fatto normale nell'era degli 8 e 16 bit), ed era collegabile ad un monitor o ad una TV: le risoluzioni ottenibili erano modalità testuali di 64×16 o 32×16 caratteri, dato che la memoria video era di un singolo kB. Era possibile ottenere una primitiva grafica grazie a dei particolari caratteri (dei blocchi di pixel), similare a quella del Teletext. Il BASIC era situato in una ROM di 4 o 12K (a seconda della versione).

### Periferiche
Fra le periferiche disponibili era possibile collegare: un drive a cassette, un joystick ed una interfaccia di espansione. Con quest'ultima era possibile aggiungere memoria RAM (fino a 48K), un orologio, un ulteriore registratore di cassette, una porta RS-232, una porta parallela per stampanti e un controller per floppy disk. Quest'ultimo era necessario per utilizzare un sistema operativo proprietario chiamato TRSDOS. Alternativo al registratore a cassette ed al floppy disk era lo Stringy Floppy, un lettore di piccole cassettine a nastro dotato di alta velocità di trasferimento.

### Altri modelli della linea TRS-80
Nel luglio 1980 fu introdotto il Model III, versione migliorata del Model I, sia a livello estetico-funzionale che hardware (il processore funzionava a 2,03 MHz). Inoltre, a differenza del precedente, non era soggetto a disturbi da parte di interferenze radio.
Nell'aprile 1983 fu la volta del Model 4, che supportava il sistema operativo CP/M, oltre che ad avere la possibilità, tramite una espansione acquistabile separatamente, di ottenere una maggiore risoluzione video.

## Linea Business

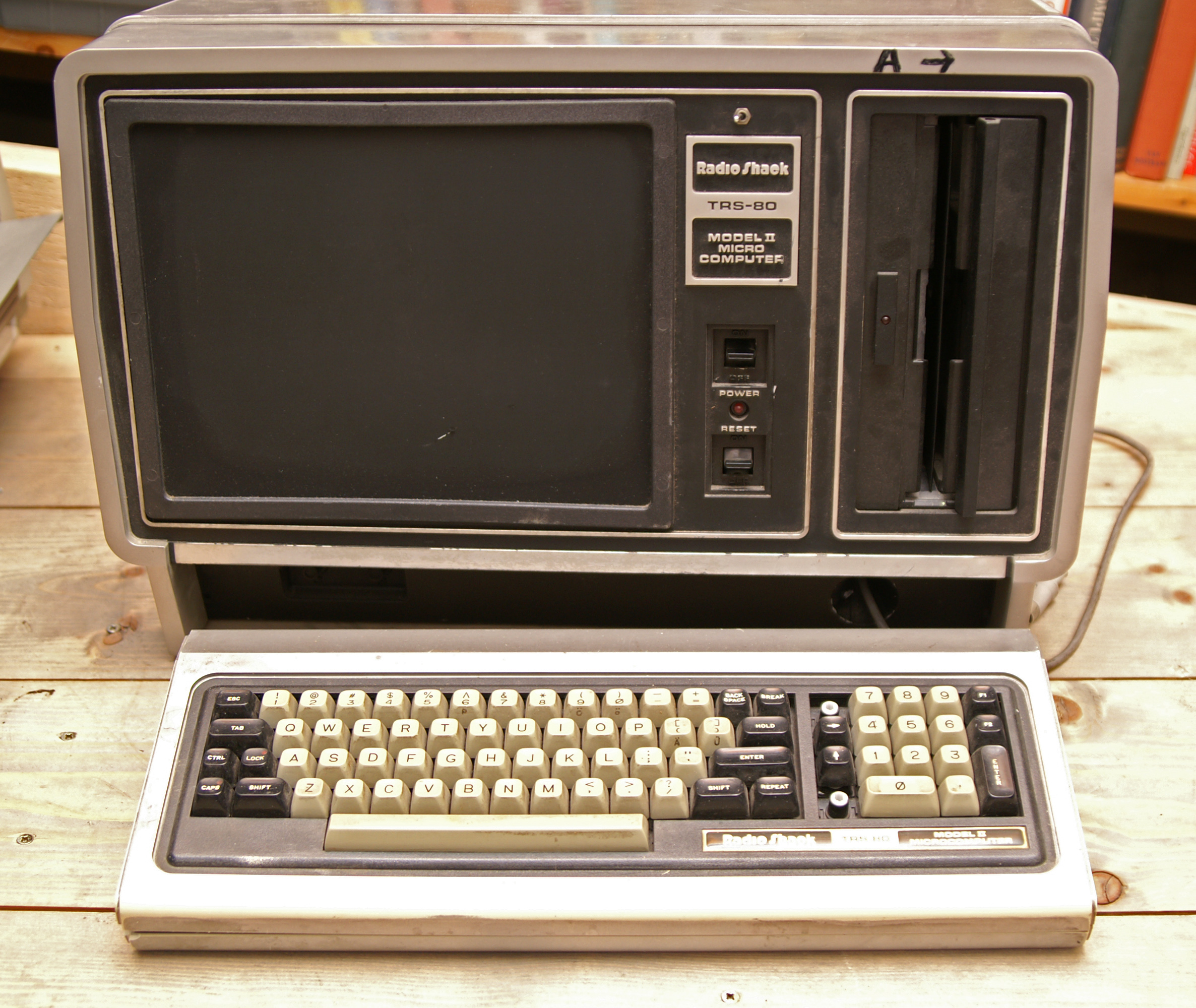
TRS-80 Model II

Il Model II, nonostante il nome, non era il successore del Model I, bensì un sistema molto diverso. Lanciato nell'ottobre 1979, era basato su un processore Zilog Z80A a 4 MHz, ed era dotato di un drive floppy da 8" e un monitor monocromatico da 80×24 caratteri entrambi integrati nel cabinet; la tastiera era esterna. Era disponibile in due modelli, con 32 kB o 64 kB di RAM; era possibile anche utilizzare dischi rigidi e ulteriori lettori floppy. Il Model II utilizzava, oltre al Basic, un sistema operativo, il TRSDOS-II.
Altri modelli della linea chiamata Business furono il TRS-80 model 16, successore del Model II basato sul processore a 16-bit della Motorola 68000, a 6 MHz (conteneva anche uno Z80, dedicato alle operazioni di I/O. Oltre al TRSDOS-16, successore del TRSDOS-II, poteva utilizzare un altro sistema operativo, lo XENIX di Microsoft, basato su UNIX.
Il Model 16B e il Model 6000 erano ulteriori miglioramenti, dotati di disco rigido "di serie" (da 8,4 MB, 15 MB, 35 MB, o 70 MB), 768 KB di RAM e funzionanti a 8 MHz.

## Altri modelli

### TRS-80 Color Computer
Basato su un Motorola 6809, il TRS-80 Color Computer (soprannominato CoCo) era stato creato per il mercato casalingo (la linea business era per il mercato professionale), e per insidiare il primato del Commodore 64. Utilizzava un sistema operativo multitasking chiamato OS-9. Nonostante il nome, è dotato di hardware differente e non ha particolari legami con gli altri modelli.

### TRS-80 Model 100

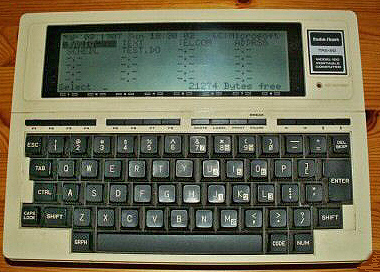
TRS-80 Model 100

Linea di computer portatili, piuttosto popolare fra i giornalisti durante la metà degli anni '80 per le sue dimensioni limitate, per il peso ridotto, per la tastiera di ottima qualità e per il basso consumo di energia (20 ore con 4 normali pile alcaline). Lanciato nel 1983 a un prezzo di 800$, è dotato di un processore a 8-bit 80C85 con clock a 2,4 MHz, 8 o 24 kB di RAM, uno schermo LCD con risoluzione di 240×64 pixel. Il TRS-80 è stato incluso nella classifica di PC World dei "10 portatili più importanti di tutti i tempi", come "primo portatile con diffusione di massa".

### TRS-80 Model 200
Computer portatile creato per sostituire il Model 100, dotato forma differente (simile ai portatili moderni) e caratteristiche hardware migliori.

### TRS-80 MC-10
Il TRS-80 MC-10 fu un sistema di breve durata, basato su un processore Motorola 6803 e dotato di 4 kB di RAM, era strutturalmente simile al Sinclair ZX81.

### TRS-80 Pocket Computer
Linea di computer tascabili simili a calcolatrici programmabili, progettati a seconda dei modelli da Sharp o Casio e rimarchiati. Il primo è il TRS-80 Pocket Computer, derivato dallo Sharp PC-1211, poi ribattezzato modello PC-1 quando la linea fu estesa, arrivando fino al PC-8.

### PC compatibili
Linea di sistemi (TRS-80 Model 2000 e Tandy 1000) IBM compatibili.